# Wim Geestman
Wilhelm (Wim) Geestman (Amsterdam, 28 juli 1920 - aldaar, 21 februari 1991) was een Nederlands honkballer.

## Biografie
Wim Geestman was de zoon van Gerardus Geestman en Maria Schoolenaar. Hij trouwde op 20 oktober 1943 met Gerritdina Tromp en had drie zonen. Zijn oudste zoon Ruud Geestman.
Geestman maakte in 1943 deel uit van het Nederlands honkbalteam. Hij kwam uit voor het eerste herenteam van de Amsterdamse vereniging Quick waarmee hij eind 1941 als werper naar de hoofdklasse promoveerde. In 1943 won hij in het Ajax-stadion de landstitel met het team van Blauw-Wit. In 1948 was hij de eerste Nederlandse werper in de hoofdklasse die een No-Hitter realiseerde.
Zijn oudere broer Herman speelde voor Ajax.